# ADM

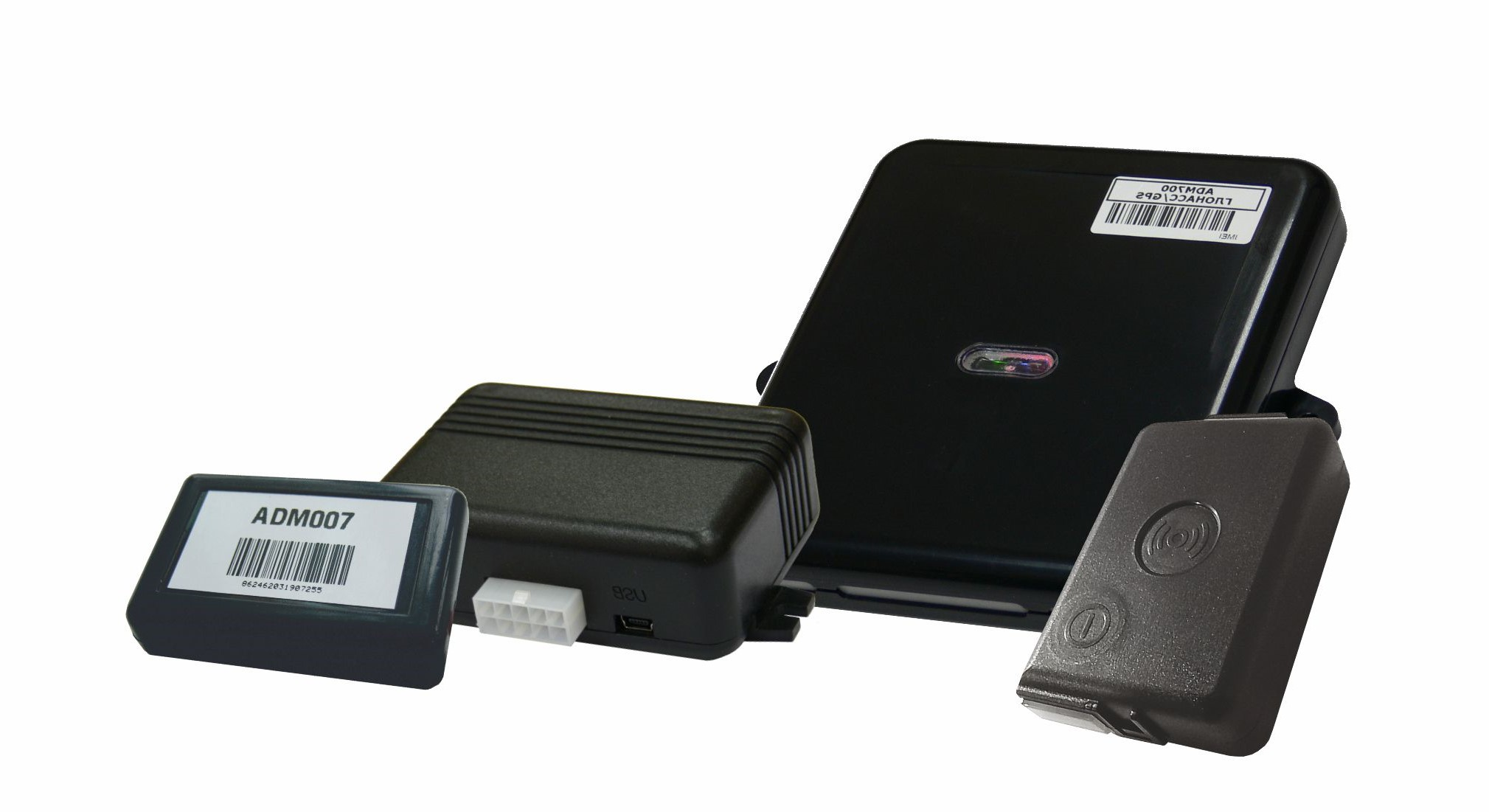
Терминалы линейки ADM: ADM007, ADM100/300, ADM700/700 3G, ADM50
Назначение: спутниковый мониторинг транспорта и других объектов
Разработчик: Неоматика
Сайт: http://neomatica.ru/

ADM – оборудование для спутникового мониторинга транспорта и других объектов. Разрабатывается и производится российской компанией «Неоматика» с 2012 года.
В линейку оборудования ADM входят бортовые терминалы различной функциональной направленности, персональный трекер, RFID-система.
Для контроля передвижения в терминалах ADM используется одновременно две технологии — ГЛОНАСС и GPS. Антенны ГЛОНАСС/GPS и GSM встроены в корпус устройств.  Взаимодействие с системами мониторинга ведется по открытым протоколам ADM и EGTS. Настройка терминалов возможна локальным и удаленным способом.

## Устройства линейки ADM

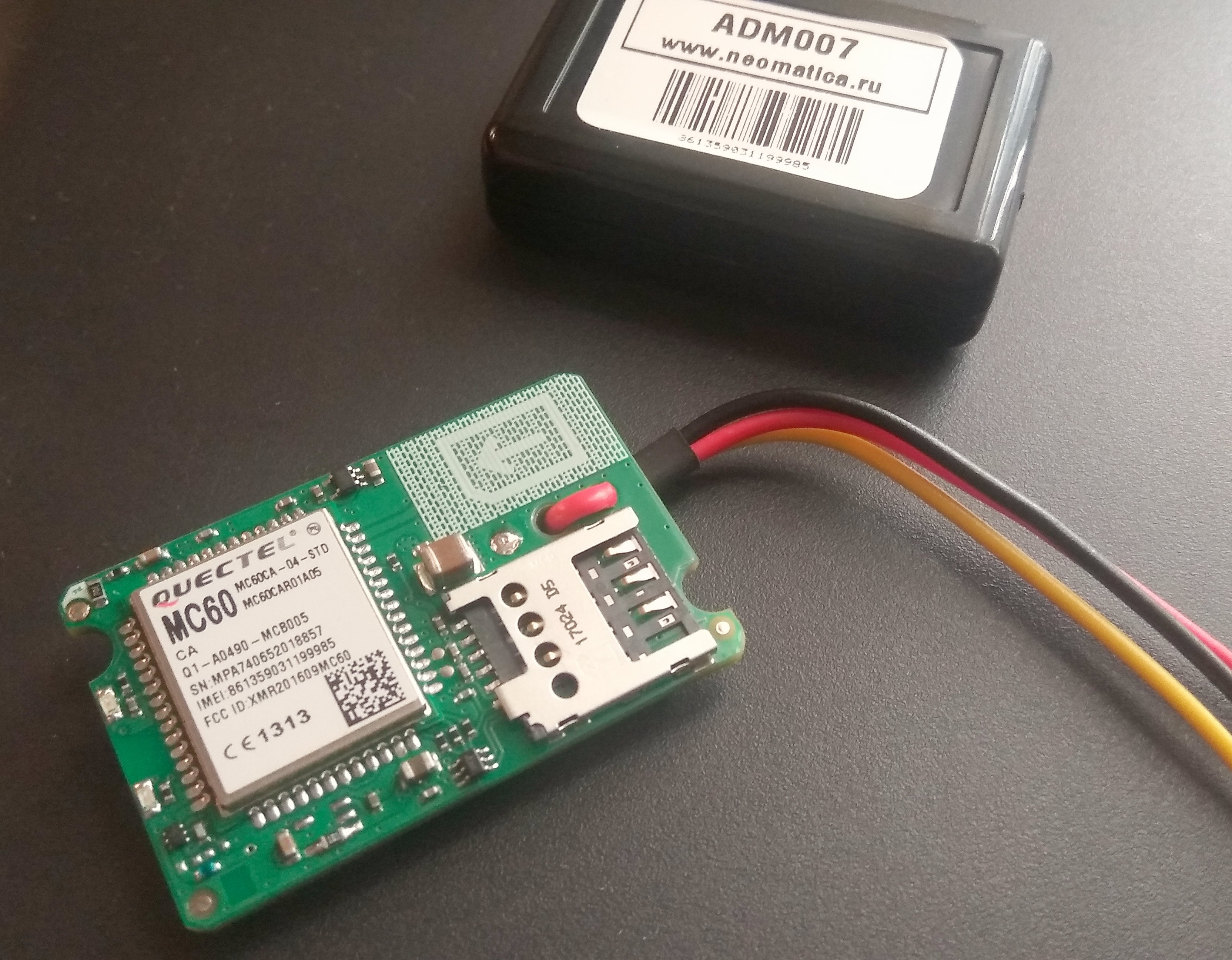
Neomatics ADM007 со снятым корпусом

- Автомобильный трекер ADM333. Компактный GPS трекер для мониторинга транспорта: автомобилей, автобусов, мотоциклов и т.п. Конфигурируется по Bluetooth или при помощи usb-кабеля с помощью специального приложения Архивная копия от 28 января 2020 на Wayback Machine, а также с помощью конфигуратора на мобильном телефоне.
- Автомобильный трекер ADM333 BLE.  Является модификацией трекера ADM333 с функционалом подключения беспроводных датчиков по технологии Bluetooth. Также конфигурируется с помощью мобильного приложения, либо приложения для настольного ПК. К трекеру можно подключить дополнительные датчики ADM31 Архивная копия от 28 января 2020 на Wayback Machine, ADM32 Архивная копия от 28 января 2020 на Wayback Machine производства Неоматики, так и ДУТы Эскорт Архивная копия от 28 января 2020 на Wayback Machine и Технотон, а так же датчики давления Технотон и Mtrac от индийской компании Treel Архивная копия от 28 января 2020 на Wayback Machine[7]
- Автомобильный трекер ADM007. Устройство малого размера, предназначено для простого мониторинга, скрытой установки, а также контроля малогабаритных объектов: мотоциклов, снегокатов, квадрокоптеров и др.[8][9] Поддерживает подключение беспроводных датчиков по Bluetooth.[10] Bluetooth используется и для локальной настройки устройства - с помощью ПК или мобильного телефона с ОС Android. Впервые устройство ADM007 было представлено профессиональному сообществу на выставке «Навитех» в 2017 году.[11]
- Автомобильный трекер ADM007 BLE. Модификация трекера ADM007 для работы с беспроводными датчиками, аналогично ADM333 BLE.

- Автомобильные трекеры ADM100 и ADM300. Терминалы для контроля транспорта и спецтехники, позволяют организовать мониторинг передвижения, контроль топлива, тревожную сигнализацию, управление внешним оборудованием и др. [12][13][14] Терминал ADM300 также оснащен встроенным акселерометром, аккумулятором, разъемом для организации голосовой связи.
- Автомобильные трекеры ADM700 и ADM700 3G. Многофункциональные устройства с ударопрочным IK7 и герметичным IP65 корпусом. Предназначены для эксплуатации тяжелых климатических условиях.[15]
- Персональный трекер ADM50. Беспроводное устройство со встроенным аккумулятором. Применяется для отслеживания грузов, контроля выездных сотрудников, мониторинга транспорта, контроля проезда по территории заводов и промышленных предприятий, организации беспроводного пульта охраны, организации противокражной системы в ломбардах, мониторинга спортивных соревнований, безопасности туристов, родственников, отслеживания животных и др.[16]
- RFID-система ADM20/21. Предназначена для идентификации объектов посредством радиосигналов. Имеет функции ближней и дальней идентификации, используется для учета прицепных механизмов, контроля рабочего времени, управления запуском двигателя и др. Состоит из считывателя ADM20 и метки ADM21. Устройства снабжены пыле-, влагозащищенными корпусами.[17][18]
- BLE датчик ADM31. Устройство для беспроводного контроля параметров температуры, освещенности и т.д. Обладает пыле- и влагозащищенным корпусом, снабжен сменной батареей и работает автономно до 2х лет. Применяется для контроля рефрижераторов и др. объектов.[19]
- BLE датчик ADM32. Беспроводной датчик наклона механизма. Позволяет отследить реальную работу техники и осуществление тех или иных операций. Подключается к трекерам ADM007 BLE и ADM333 BLE по Bluetooth 4.1 на расстоянии до 100 метров.[20]

## Интересные факты об устройствах ADM
- По данным рейтинга, опубликованного на сайте разработчика программного обеспечения для GPS мониторинга, – компании Гуртам, на конец 2017 года Неоматика входит в десятку производителей по количеству оснащенных объектов оборудованием ее разработки и производства (ADM).[21]
- Персональный трекер ADM50 неоднократно применялся для мониторинга всероссийских соревнований по спорту сверхлегкой авиации. Трекеры позволяли контролировать достоверность прохождения маршрутов пилотами, быстро и объективно обрабатывать результаты.[22][23][24] В 2018 году ADM50 был успешно запущен в стратосферу. Благодаря ему удалось оперативно обнаружить место приземления стратостата, оказавшееся за 300 км от точки старта.[25]
- Бортовой терминал ADM300 применялся для организации безопасности пассажирских перевозок во время Чемпионата Мира по футболу FIFA 2018 [26]

## Мобильные приложения
- Конфигуратор BLE трекеров
- Конфигуратор датчиков BLE Архивная копия от 10 мая 2021 на Wayback Machine

## Интеграции с сервисами телематики
Трекеры и датчики ADM передают информацию на сервисы телематики. Ниже приведен список сервисов, с которыми проинтегрированы трекеры ADM.
1. Wialon[27]
2. Navixy[28]
3. Барс-Глонасс[29]
4. Gps-Trace (в legacy mode)[30]
5. Gelios[31]
6. LiveGpsTracks[32]
7. Умный транспорт[33]
8. SKIF[34]
9. GTS4B[35]